# Erich von Siebenthal

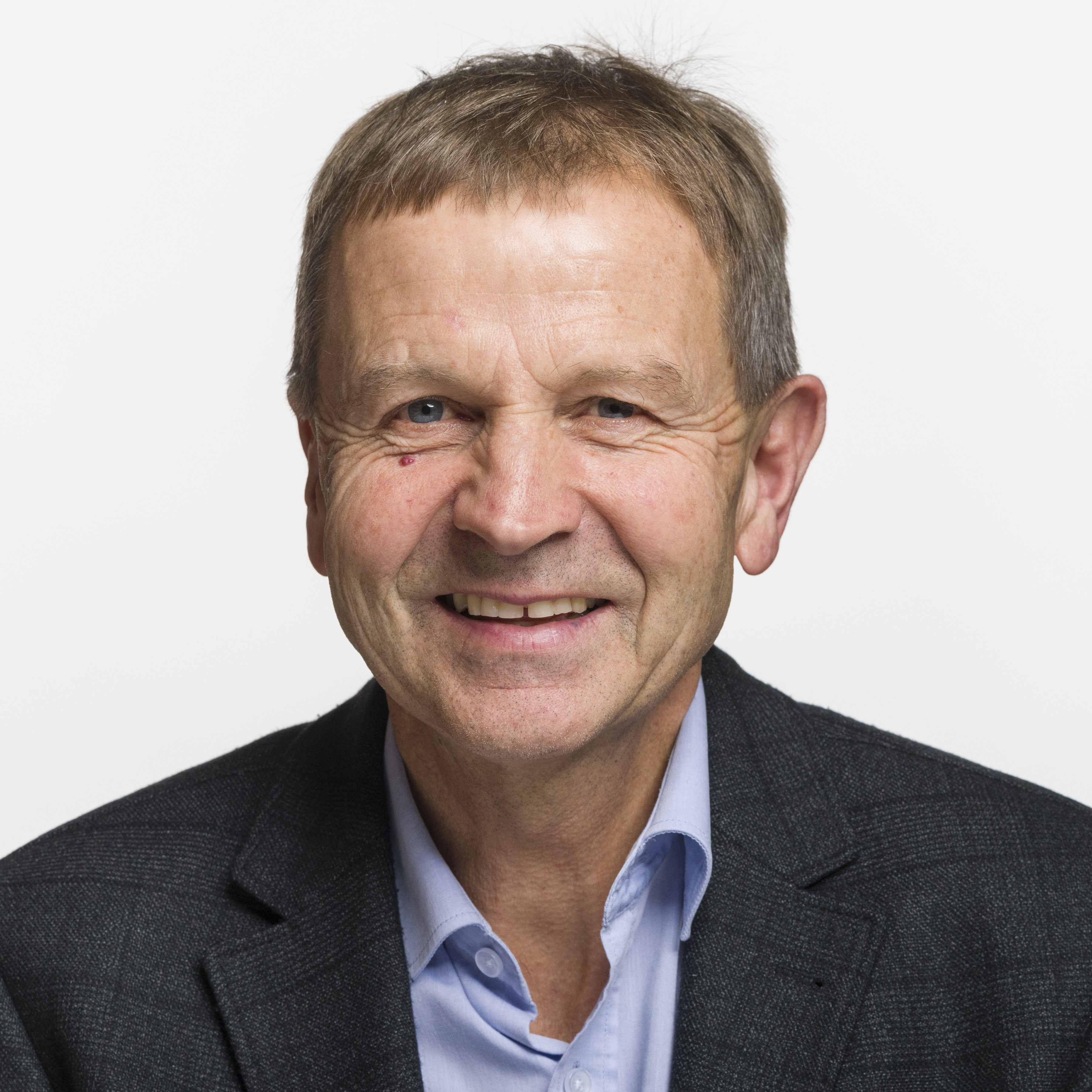
Erich von Siebenthal (2019)

Erich von Siebenthal (* 30. Dezember 1958 in Gstaad; heimatberechtigt in Saanen) ist ein Schweizer Politiker (SVP).

## Leben
Erich von Siebenthal wurde im Saanenland geboren, wo er auf dem elterlichen Bergbauernhof aufwuchs. Nach seiner Schulzeit lebte er für ein Jahr in der Romandie. Danach half er seinen Eltern auf dem Bauernhof aus und arbeitete nebenbei bei verschiedenen Handwerksbetrieben. Im Jahr 1978 trat er der SVP bei, engagierte sich aber noch nicht öffentlich. 1985 übernahm er zusammen mit seiner Frau den elterlichen Bauernhof.
Ab 1994 stellte er sich für öffentliche politische Posten zur Verfügung. 2002 wurde er in den Grossen Rat des Kantons Bern gewählt. Bei den Wahlen 2007 schaffte er den Sprung in den Nationalrat, bei den Wahlen vom 23. Oktober 2011 und im Oktober 2015 sowie im Oktober 2019 wurde er wiedergewählt. Zu den Wahlen 2023 trat er nicht mehr an.
Erich von Siebenthal ist Biobauer und lebt zusammen mit seiner Familie in Gstaad. Zusammen mit seiner Frau hat er eine Tochter und zwei Söhne. Er gehört der evangelisch-methodistischen Kirche an.